# Le Judas d'Esparraguera
Pour plus de détails, voir Fiche technique et Distribution.
Le Judas d'Esparraguera (El Judas) est un mélodrame religieux espagnol réalisé par Ignacio Iquino et sorti en 1952.

## Synopsis
Inspiré de la Passion d'Esparreguera, il raconte l'histoire d'un homme méchant qui est choisi pour jouer le rôle de Judas dans la Passion, mais il a toujours aspiré à jouer Jésus. La maladie soudaine de l'acteur principal lui donne l'opportunité de jouer ce rôle. La représentation entraînera sa propre épreuve personnelle.

## Fiche technique
- Titre original espagnol : El Judas[1]
- Titre français : Le Judas d'Esparraguera ou Le Judas[2]
- Réalisateur : Ignacio Iquino
- Scénario : Ignacio Iquino, Rafael J. Salvia
- Photographie : Pablo Ripoll
- Montage : Juan Pallejá (ca)
- Musique : Augusto Algueró
- Décors : Miguel Lluch
- Production : Ignacio Iquino, José Carreras Planas
- Société de production : IFI Producciones
- Pays de production :  Espagne
- Langue originale : espagnol
- Format : Noir et blanc  - 1,37:1 - Son mono - 35 mm
- Durée : 102 minutes
- Genre : mélodrame religieux
- Dates de sortie :
  - Espagne : 21 mai 1952
  - France : 12 avril 1957

## Distribution
- Antonio Vilar : Mariano Torné
- Manuel Gas : le commissaire de police
- Ramona Cubeles : (non crédité)
- María Rosa Formiguera : Monserrat (non crédité)

## Distinction
Dans la huitième édition des Médailles Cinématographiques du Círculo de Escritores Cinematográficos, il a reçu la Médaille du meilleur scénario original pour Rafael J. Salvia.